# Salsette
Salsette (Portugalski: Salsete, Marathi: Sashti (साष्टी)) – to wyspa w stanie Maharasztra przy indyjskim zachodnim wybrzeżu. Aglomeracja Mumbaju zajmuje całą jej powierzchnię.